# Vincent Warren
Vincent  de Paul Warren (Jacksonville, 31 agosto 1938 – Montreal, 25 ottobre 2017) è stato un ballerino, archivista e storico della danza statunitense naturalizzato canadese.

## Biografia
Vincent Warren nacque a Jacksonville e iniziò a studiare danza a undici anni. Nel 1956 si trasferì a New York per studiare all'American Ballet Theatre School e poi si perfezionò alla Metropolitan Opera Ballet School sotto la supervisione di Antony Tudor. Nel 1957 fu scritturato nel corps de ballet del Metropolitan Opera Ballet.
Dopo due anni con il Metropolitan Opera Ballet, trascorse la stagione 1959-1960 con il Santa Fe Opera Ballet e con il Pennsylvania Ballet di Filadelfia. Nel 1961 si unì a Les Grands Ballets Canadiens di Montreal, con cui danzò come primo ballerino per diciotto anni fino al ritiro dalle scene nel 1979. Il suo vasto repertorio con la compagnia comprendeva molti dei grandi ruoli maschili, tra cui Albrecht in Giselle, Siegfried ne Il lago dei cigni, Romeo in Romeo e Giulietta, il poeta ne Les Sylphides, l'eponimo protagonista ne L'uccello d fuoco di Maurice Béjart e il principe nella Cenerentola e ne Lo schiaccianoci.
Dopo il ritiro dalle scene cominciò a insegnare danza alla scuola de Les Grands Ballets Canadiens, oltre che lavorare come répétiteur della compagnia fino al 1992. Pur non avendo ricevuto una preparazione accademica, Warren si distinse anche come esperto di storia della danza, una disciplina che insegnò alla McGill University dal 1988 al 1995.

### Vita privata
Dichiaratamente omosessuale, Vincent Warren fu il compagno di Frank O'Hara dal 1959 alla morte del poeta nel 1966. Warren fu d'ispirazione a O'Hara per alcune delle sue poesie più celebri, tra cui "Poem", "Les Luths", "Poem (So many echoes in my head)" e "Having a Coke with You".
Morì di cancro a Montreal all'età di 79 anni.